# All Hallow's EP
All Hallow's EP är en EP av punkbandet AFI utgiven 5 oktober 1999 av Nitro records. Spår 2 Halloween är en nyinspelning av en Misfits-låt med samma namn.

## Låtlista
1. "Fall Children"
2. "Halloween"
3. "The Boy Who Destroyed the World"
4. "Totalimmortal"